# Josef Prorok
Josef Prorok (né le 16 novembre 1987 à Prague) est un athlète tchèque, spécialiste du 400 mètres haies.

## Biographie
Il remporte la médaille de bronze du relais 4 × 400 m lors des Championnats d'Europe en salle 2013, à Göteborg, associé à Daniel Němeček, Petr Lichý et Pavel Maslák.

### Palmarès
| Date | Compétition                    | Lieu      | Résultat | Épreuve     | Performance   |
| ---- | ------------------------------ | --------- | -------- | ----------- | ------------- |
| 2010 | Championnats d'Europe          | Barcelone | 6e       | 400 m haies | 49 s 68       |
| 2012 | Championnats d'Europe          | Helsinki  | 5e       | 4 × 400 m   | 3 min 02 s 72 |
| 2013 | Championnats d'Europe en salle | Göteborg  | 3e       | 4 × 400 m   | 3 min 07 s 64 |

### Records
| Épreuve     | Performance | Lieu      | Date            |
| ----------- | ----------- | --------- | --------------- |
| 400 m haies | 49 s 68     | Barcelone | 31 juillet 2010 |